# 강릉 선교장 소장 태극기
강릉 선교장 소장 태극기는 강원특별자치도 강릉시 운정동 선교장에 있는 태극기이다. 2015년 4월 27일 대한민국의 국가등록문화재 제648호로 지정되었다.

## 개요
강릉 지방 청소년들을 대상으로 근대 지식 보급과 인재 양성 목적으로 설립한 동진학교에 민족의 정체성 상징이었던 태극기를 손수 제작하여 사용하였던 것으로 추정되는 태극기이다.
당시의 태극기의 형태, 제작 기법, 게양한 모습 등을 알 수 있으며 태극기 변천사와 함께 민족 정체성 정신교육 자료로 가치가 매우 크며, 역사적 유래, 4괘와 양의 위치와 제작 방식, 게양 방식 등을 종합적으로 고찰할 때, 역사성과 희귀성이 높다.

## 같이 보기
- 태극기
- 선교장

## 참고 자료
- 강릉 선교장 소장 태극기 - 국가유산청 국가유산포털